# 高橋英夫 (競馬)
高橋 英夫（たかはし ひでお、1919年1月3日 - 2013年8月9日）は、日本の元騎手（中山競馬倶楽部、日本競馬会、国営競馬、日本中央競馬会）、元調教師（日本中央競馬会）。義父の鈴木信太郎は元調教師（日本競馬会、国営競馬、日本中央競馬会）次男の高橋祥泰は元調教師（日本中央競馬会〈JRA〉）。北海道上川郡屈足村（現・新得町）出身。

## 来歴
実家は農家で農耕馬の繁殖も手掛けていたため、幼少期から馬に親しんで育った。
1935年に上京して中山競馬場の函館孫作に入門。翌1937年春に騎手免許を取得し、同年秋に騎手デビュー。太平洋戦争中は徴兵されて室蘭に配属され、終戦後競馬界に復帰。当時函館が調教師を引退していたため、はじめは東京競馬場の藤本冨良厩舎に所属したが、結婚したのを機に中山競馬場の鈴木信太郎厩舎に移籍した。1950年代に騎手として全盛期を迎え、1955年と1956年にリーディングジョッキーを獲得した。
1968年2月に騎手を引退し、同年3月に調教師免許を取得し中山競馬場に厩舎を開業した。1995年2月に定年により調教師を引退した。騎手時代・調教師時代ともに500勝以上を挙げたのは中央競馬史上初の記録である。
2014年1月4日、サンケイスポーツが報じたところによると、前年の8月9日に逝去していたことが明らかとなった 。

## 成績

### 騎手成績
通算5890戦936勝、重賞24勝（資料が存在するもののみ）

#### 主な騎乗馬
- サチトミ（1949年中山記念（春））
- キングナイト（1949年優駿牝馬）
- クリミノル（1951年クモハタ記念）
- ダイコロンブス（1952年クモハタ記念）
- タカオー（1953年朝日盃3歳ステークス、1954年スプリングステークス、NHK盃）
- フソウ（1954年安田賞、日本経済賞）
- イチモンジ（1955年NHK盃）
- ハヤオー（1955年目黒記念（秋））
- セルフジ（1955年カブトヤマ記念、1956年目黒記念（春））
- カンダオー（1956年読売カップ（春））
- ヒガシテラオー（1956年オータムハンデキャップ）
- トヨタニ（1956年目黒記念（秋）、オールカマー）
- オンワードベル（1960年安田記念）
- チドリ（1960年クイーンステークス）
- シヨウザン（1960年クモハタ記念、1961年京王杯スプリングハンデキャップ）
- アズマテンラン（1961年日本短波賞）
- フエアーウイン（1962年東京優駿）
- ユウセイ（1966年アラブ王冠（春））

### 調教師成績
通算4261戦520勝

#### 主な管理馬
- ハクセツ（1968年牝馬東京タイムズ杯、1969年金杯（東）、1970年七夕賞）
- カミノテシオ（1973年京成杯、1974年天皇賞（秋））
- カミノチドリ（1974年牝馬東京タイムズ杯）
- タツカゲ（1978年アラブ王冠（秋））
- ダイナカール（1983年優駿牝馬）
- アサカシルバー（1984年オールカマー）
- カッティングエッジ（1988年3歳牝馬ステークス（東）、1989年クイーンカップ）
- スタビライザー（1994年帝王賞）

#### 受賞
- 優秀調教師賞（関東）（1991年）

## 主な厩舎所属者
※太字は門下生。括弧内は厩舎所属期間と所属中の職分。
- 榮森己喜男（1973年-1976年、1979年-1980年 騎手）
- 高橋祥泰（1975年-1983年 調教助手）
- 宗像義忠（1980年-1992年 調教助手）
- 久保田貴士（1993年-1995年 調教助手）

## エピソード
- 騎手としての最晩年に鈴木信太郎の息子鈴木清に弟子入りした岡部幸雄を親身に指導し、調教師になってからは管理馬の主戦騎手として積極的に起用した。岡部は最も尊敬するホースマンとして常に高橋の名を挙げている。
- 1983年には岡部が騎乗したダイナカールで優駿牝馬を優勝した。
- 岡部の師匠にあたる人物のほとんどが既に鬼籍に入っていることもあり、2005年3月20日に中山競馬場で行われた岡部の引退セレモニーには師匠格として出席、花束を贈るとともに長年の活躍に対するねぎらいの言葉を掛けた。